# Leptoglossus fulvicornis
Leptoglossus fulvicornis är en insektsart som först beskrevs av John Obadiah Westwood 1842.  Leptoglossus fulvicornis ingår i släktet Leptoglossus och familjen bredkantskinnbaggar. Inga underarter finns listade i Catalogue of Life.